# Yuji Ono
Yuji Ono (?), född 22 december 1992 i Kanagawa prefektur, är en japansk fotbollsspelare.
Ono började sin karriär 2010 i Yokohama F. Marinos. Han spelade 79 ligamatcher för klubben. Efter Yokohama F. Marinos spelade han för Standard Liège och Sint-Truidense VV. 2017 flyttade han till Sagan Tosu.